# Centrale nucléaire de Clinton
La centrale nucléaire de Clinton est située près de Clinton dans l'Illinois aux États-Unis. Le terrain de 57 km² ainsi que le lac de 20 km² environnant sont la propriété de l'opérateur, mais sont exploités par l'État pour des activités récréatives, et seule une zone de moins d'1 km2 autour de la centrale est fermée au public.

## Description
La centrale de Clinton est équipée d'un réacteur à eau bouillante (BWR) construit par General Electric pour un coût très élevé (4 milliards de dollars) et produit l’électricité au prix de revient le plus élevé du Midwest.
- Clinton 1 : 1017 MWe, mis en service en 1987.

L'exploitant et le propriétaire est Constellation Energy, après sa scission d'avec Exelon.
En 2003, Exelon Corporation a déposé une demande d'autorisation pour construire un deuxième réacteur sur ce site. Cette autorisation a été accordée en 2007.
En 2025, Constellation Energy a annoncé la signature d'un contrat d'approvisionnement électrique avec Meta pour 20 ans, prolongeant l'exploitation de la centrale jusqu'en 2047

## Parc du lac Clinton
Un parc récréatif recouvre la zone naturelle inutilisée autour de la centrale. Le lac, qui comporte une plage de 300 mètres, est autorisé à la natation, aux bateaux, et à la pèche. L'équitation ainsi que la marche sont aussi possibles. Un camping est présent. La chasse aux cerfs peut être pratiquée sur une partie de la zone pour les détenteurs d'un permis.

Ce parc est géré par l'État de l'Illinois dans le cadre d'une bail de longue durée avec l'opérateur.